# 深圳远足径“三径三线”体系
深圳远足径“三径三线”体系，简称“三径三线”，是2022年深圳发布的远足径体系，是深圳山海连城计划的具体措施。其体系分为主线、支线和郊野径三个层级，其中三径三线具体是指鲲鹏径、凤凰径、翠微径、阳台山环线、马峦山环线、三水线。

## 建设情况
为了打造深圳自己的山林步道系统，深圳市城管和综合执法局从2016年开始探索远足径、郊野径，通过研究国内外步道案例，如美国的阿巴拉契亚小径、欧洲的勃朗峰环线，还有中国香港的麦理浩径等等，在2019年结合深圳实际启动了郊野径试点。2022年深圳根据深圳市委、深圳市政府的工作部署，全面开展了远足径郊和野径建设工作。2024年已初步贯通鲲鹏径、凤凰径、翠微径与阳台山环线、马峦山环线、三水线“三径三线”远足径体系，约420公里。

## 路网
- 鲲鹏径：深圳远足径主线，西起宝安区凤凰山飞云顶，东至大鹏新区七娘山大雁顶，全长约200公里。
- 凤凰径:深圳远足径西北支线，从凤凰山北延至马鞍山，全径连接宝安区与光明区的山水资源，全长约80公里。
- 翠微径:深圳远足径东北支线，始于坪山区马峦山庚子首义旧址，终于红花岭低碳生态公园，全径连接坪山区与龙岗区的山水资源，全长约46公里。
- 阳台山环线:以胜利大营救广场为起终点，跨龙华区、宝安区、南山区，全长约38.5公里。
- 马峦山环线:以梅沙湾公园（华大基因）为起终点，跨坪山区、盐田区、大鹏新区，全长约38.5公里。
- 三水线:起点大鹏新区坝光白沙湾，终点坪山区水祖坑，途经三杆笔、大笔架山、土地庙、田心山、三溪河下撤点、水祖坑，全长约18公里。
- 郊野径则是具有郊野游憩功能的线路，“三径三线”每5公里为单元选出连接重要出入口的安全下撤线为郊野径主路，其余形成郊野径网络。主要为自然路面或采用生态工法建造的步道，连接自然区域与建成区域，兼具自然游憩体验与下撤功能。[4]
- 支线除阳台山环线、马峦山环线、水线。还包括大鹏线、平峦山线、大沙河线、西北支线、东北支线等线路。[5]